# Heleno Saña

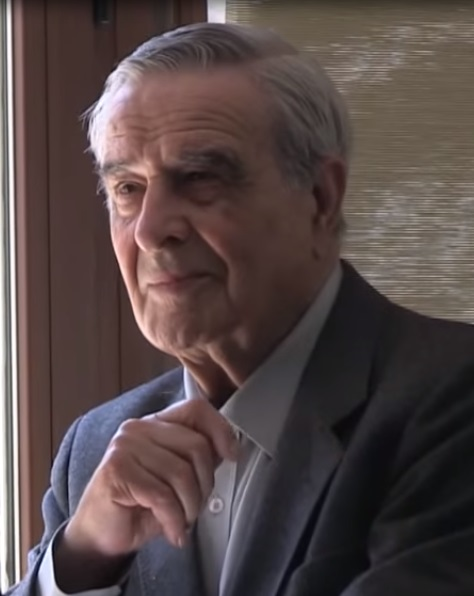
Heleno Saña, 2014

Heleno Saña Alcon (* 6. September 1930 in Barcelona) ist ein spanischer Sozialphilosoph und freier Schriftsteller. Er lebt seit 1959 in Deutschland und hat in spanischer und deutscher Sprache über 40 Bücher verfasst.

## Leben
Heleno Saña entstammt einer libertär-antifaschistischen Familie. Seine Jugend war geprägt durch die wiederholten Verhaftungen seines Vaters Joan Saña i Magrinyà (Mitglied der CNT und des Ateneu Enciclopèdic Popular) und durch den Untergrundkampf gegen das Franco-Regime. Nach seiner Ausbildung als Journalist in Madrid übersiedelte Saña 1959 nach Deutschland; er lebt seither im südhessischen Darmstadt. Über seine Entscheidung, Spanien zu verlassen, schreibt Saña in seinem Buch Don Quijote in Deutschland. Autobiographische Aufzeichnungen eines Außenseiters:

„Vielleicht war meine Entscheidung, mich zu expatriieren und mich in Deutschland niederzulassen, eine falsche Entscheidung. Nur: als ich das beschloss, war Deutschland für mich weniger ein Land als eine Frau. Das wirklich Einzige, das für mich zählte, war ausschließlich die Frau, der ich in Madrid begegnet war und mit der ich leben wollte – egal wie, egal wo. Entsprechend zögerte ich keine Sekunde, die Brücken hinter mir abzubrechen und meinem Leben in der spanischen Hauptstadt Adieu zu sagen.“

Saña verbindet seine schriftstellerische Tätigkeit mit seinem Interesse für historische, sozialgeschichtliche und philosophische Themen. Er schreibt für mehrere spanische und südamerikanische Periodika, insbesondere für die Kulturzeitschriften El Europeo und Índice (beide Madrid), in denen er seit mehr als 20 Jahren über Deutschland berichtet.
Seine Bücher Verstehen Sie Deutschland?, Die verklemmte Nation, Das Vierte Reich und Das Ende der Gemütlichkeit erregten zum Teil heftige Kontroversen. Die kleine, für einen interkulturellen Dialog eintretende Zeitschrift Die Brücke. Forum für antirassistische Politik und Kultur, herausgegeben von Necati Mert, wurde seit den 1990er Jahren in Deutschland für Saña zur wichtigsten Tribüne. Saña war mit einer deutschen Frau verheiratet, das Paar hat eine gemeinsame Tochter, Cristina.

## Werke
- Die Krise Europas. Darmstadt 1974.
- Benposta - Eine Stadt für Kinder. Gütersloh 1979.
- Verstehen Sie Deutschland? Impressionen eines spanischen Intellektuellen. Edition Qumran im Campus-Verlag, Frankfurt 1986.
- Dialektik der menschlichen Emanzipation. Köln 1989.
- Zusammen mit W. Christian Schmitt: Wenn die Euro-Deutschen kommen: Streitgespräche mit Heleno Saña. Morstadt Verlag, Kehl 1991, ISBN 3-88571-221-0.
- Die verklemmte Nation. Knaur Verlag, München 1992.
- Das vierte Reich: Deutschlands später Sieg. Rasch und Röhring Verlag, Hamburg 1990.
- Das Ende der Gemütlichkeit. Rasch und Röhring Verlag, Hamburg 1992.
- Guernica und die Deutschen. Hamburg 1992.
- Die Lüge Europa. Ein Kontinent bangt um seine Zukunft. Rasch und Röhring Verlag, Hamburg 1993.
- Die verlorene Menschlichkeit. Düsseldorf 1994.
- Die Deutschen: Zwischen Weinerlichkeit und Grössenwahn. Rasch und Röhring Verlag, Hamburg 1995, ISBN 3-89136-548-9
- Die Zivilisation frißt Ihre Kinder. Rasch und Röhring Verlag, Hamburg 1997.
- Das Elend des Politischen. Patmos Verlag, Düsseldorf 1998.
- Die libertäre Revolution. Die Anarchisten im spanischen Bürgerkrieg. Hamburg 2001.
- Macht ohne Moral. Die Herrschaft des Westens und ihre Grundlagen. PapyRossa Verlag, Köln 2003.
- Don Quijote in Deutschland. Autobiographische Aufzeichnungen eines Außenseiters. PapyRossa Verlag, Köln 2005.
- Würde und Widerstand. Menschlichkeit in einer unmenschlichen Welt. PapyRossa Verlag, Köln 2007.

## Werke in spanischer Sprache (Auswahl)
- El Capitalismo y el hombre. Madrid 1967.
- El Anarquismo. De Proudhon a Cohn-Bendit. Madrid 1970.
- El dualismo humano: Síntesis histórica de un conflicto permanente. Editorial Verbum 2020, ISBN 978-84-1337-109-2
- El marxismo su teoría y su praxis. Madrid 1971.
- Cultura Proletaria y Cultura Burgesa. Madrid 1972.
- Historia, Marxismo y Filosofía. Madrid 1972.
- Historia y Conflicto. Madrid 1976.
- La filosofía de Hegel. Madrid 1980.
- La filosofía de Heidegger: Un nuevo oscurantismo Ensayo. Editorial Verbum 2016, ISBN 978-84-9074-316-4
- La humanidad doliente: víctima perenne de las sociedades opresivas. Ruta Ediciones 2019, ISBN 978-84-09-09758-6
- Noche sobre Europa : el fascismo alemán 1919-1980. Erisa, Madrid 1980, ISBN 84-85844-00-9
- El franquismo sin mitos : conversaciones con Serrano Suñer. Grijalbo, Barcelona 1982, ISBN 84-253-1370-8
- Crónica de una ausencia. Prensa y Ediciones Iberoamericanas, Madrid 1997, ISBN 84-86568-05-6
- El dualismo Español. Madrid.
- Syndicalismo y Autogestion. Madrid 1997.
- La Civilización devora a sus hijos. Barcelona 1999.
- Atlas del Pensamiento Universal: historia de la filosofía y los filósofos. Almuzara, Córdoba 2006, ISBN 84-88586-96-5
- Antropomanía: en defensa de lo humano (2006)
- Historia de la filosofía española (2007)
- Breve historia de la ética: una introducción a la teoría de la moral (2009)
- Tratado del hombre (2010)
- La derrota de Dios (2010)
- Elegí la independencia. Memorias 1930-2012 Verlag Encuentro y Solidaridad (2023)